# Martin Kobler
Martin Kobler (Stuggart, Alemania, 1953) es un diplomático alemán, el cual ha ocupado importantes puestos al servicio del Estado germánico y dentro de la Organización de Naciones Unidas.
Fue secretario de la UNAMI (la misión de paz de la ONU para Irak),y de la MONUSCO en el Congo. Posteriormente ocupó el puesto de Jefe de la Misión de Apoyo de Naciones Unidas para Libia (MANUL o UNSMIL), la misión de paz de la ONU para la Guerra de Libia (2014-actualidad), desde noviembre de 2015 hasta junio de 2017. En esa fecha fue nombrado embajador de Alemania en Pakistán. 

## Carrera

### Como diplomático del Estado alemán
Kobler ocupó altos cargos dentro del Servicio de Exteriores alemán, incluyendo el puesto de director general de Cultura y Comunicación en el Ministerio de Asuntos Exteriores de Alemania, así como el de embajador para Irak y para Egipto. Fue también miembro de la representación alemana para la Autoridad Nacional Palestina en Jericó.
Ocupó igualmente los puestos de Subjefe de Gabinete del Ministro de Exteriores Joschka Fischer entre 1998 y 2000 y de Jefe de Gabinete entre el 2000 y el 2003.

### Dentro de Naciones Unidas  (2010 -)
A nivel internacional, Kobler desempeñó el cargo de Vicerepresentante Especial para Afganistán desde 2010 hasta 2011. Más adelante, fue enviado Especial en Irak del Secretario General de Naciones Unidas Ban Ki-moon y jefe de la Misión de Asistencia de las Naciones Unidas para Irak (UNAMI por sus siglas en inglés) desde octubre de 2011 hasta julio de 2013.
Durante su tiempo al cargo de la UNAMI, fue controvertida la falta de protección del Campo de Ashraf, el cual daba refugio a más de 3.000 disidentes iraníes de la organización secular Organización de los Muyahidines del Pueblo de Irán. Este fue constantemente atacado por tropas leales al Presidente chíita Nuri al Maliki. Struan Stevenson, un alto diplomático del Parlamento Europeo, acusó a Kobler de cobardía frente al Gobierno iraquí y le responsabilizó directamente del desplazamiento de sus residentes a otros campos más inseguros como Camp Liberty.
Entre 2015 y 2017 se hizo cargo de la misión de paz de Naciones Unidas para Libia, la UNSMIL, en sustitución del diplomático español Bernardino León. En el contexto de una guerra civil entre el islamista Congreso General y la Cámara de Representantes, la ONU diseñó un Gobierno de Acuerdo Nacional, ratificado por los negociadores de ambos bandos pero por ninguno de sus respectivos parlamentos. Kobler se enfrentó a una situación de bloqueo político e institucional y de violencia armada, marcada además por la presencia de grupos terroristas yihadistas como el Estado Islámico. En junio de 2017 fue sustituido por Ghassan Salamé.